# Prenzlauer Allee
Prenzlauer Allee är en huvudgata i Berlin, belägen i stadsdelen Prenzlauer Berg i stadsdelsområdet Pankow. Gatan är 1,4 kilometer lång och leder från den tidigare tullporten Prenzlauer Tor i utkanten av den historiska innerstaden norrut till korsningen med Wisbyer Strasse och Ostseestrasse, strax före Y-korsningen vid "Weissenseer Spitze".
Namnet Prenzlauer Allee syftar på att gatan ursprungligen är den gamla landsvägen mot staden Prenzlau i norra Brandenburg, och kallades fram till omkring 1824 Heinersdorfer Weg efter Heinersdorf, den första orten norr om det dåvarande Berlin som landsvägen passerade igenom. I samband med en större ombyggnad kring 1824 efter ritningar av Salomo Sachs fick gatan namnet Prenzlauer Chaussee, och kom att utgöra gräns mellan stadsdelarna Rosenthaler Vorstadt i väster och Königsstadt i öster. I Hobrechtplanen fastslogs gatans roll som en som av de solfjädersarrangerade sju stora infartsvägarna från norr och öster till Berlin, innan den 1878 slutligen fick det nuvarande namnet Prenzlauer Allee.
Spårvägslinjen M2 mellan Alexanderplatz och Heinersdorf löper längs gatans mitt.

## Byggnader
- Kaufhaus Jonaß, vid Prenzlauer Tor
- f.d. Aschingerbageriet
- f.d. Bötzowbryggeriet
- Immanuelkirche
- Zeiss-Großplanetarium Berlin